# Michael McDonald (Schauspieler)

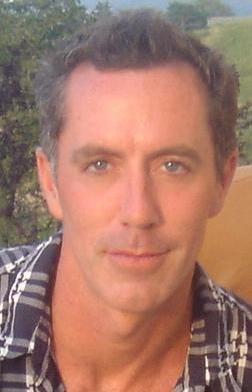
Michael McDonald (2010)

Michael James McDonald (* 31. Dezember 1964 in Fullerton, Kalifornien) ist ein US-amerikanischer Komiker, Regisseur und Schauspieler.

## Leben
McDonald besuchte die St. Juliana Catholic Elementary School in Fullerton und anschließend die Servite High School in Anaheim, Kalifornien. Er studierte an der University of Southern California. Nach dem Studium arbeitete er zunächst bei einer Bank.

## Karriere
Zusammen mit einem Freund besuchte er das Improvisationstheater The Groundlings in Los Angeles und gehörte von 1992 bis 1997 zum festen Stamm der Truppe.
Bekannt wurde McDonald durch die Sendung MADtv. Für die Show entwickelte er viele Charaktere und führte in einigen Folgen Regie. Zudem führte er bei vielen Episoden der Dramedy-Sitcom Scrubs – Die Anfänger Regie.

## Filmografie (Auswahl)
- 2015: Spy – Susan Cooper Undercover
- 2016: Ghostbusters
- 2024: Mother of the Bride